# Rachid Benmahmoud
Rachid Benmahmoud (en árabe: محمد رشيد بن محمود‎; Rabat, Marruecos, 14 de septiembre de 1971) es un exfutbolista y entrenador de fútbol de Marruecos que jugaba en la posición de centrocampista. Actualmente es entrenador asistente de la selección de Marruecos.

## Carrera

### Club
| Periodo   | Club                  |
| --------- | --------------------- |
| 1986-1989 | Youssoufia Rabat      |
| 1989–1993 | Crédit Agricole Rabat |
| 1993–1994 | FUS Rabat             |
| 1994–1996 | Crédit Agricole Rabat |
| 1996–1997 | Al-Rayyan SC          |
| 1997–1998 | Al-Khaleej FC         |
| 1998–2003 | Al-Ahli Dubai         |
| 2003–2004 | Al-Arabi Doha         |
| 2004      | Al-Khaleej FC         |
| 2005      | Dibba Al-Hisn SC      |

### Selección nacional
Jugó para Marruecos en 27 ocasiones de 1993 a 2002 y anotó tres goles; participó en dos ediciones de la Copa Africana de Naciones y en los Juegos Mediterráneos de 1993.

### Entrenador
| Periodo   | Club                |
| --------- | ------------------- |
| 2007-2009 | Shabab Al-Ahli Club |

## Logros

### Jugador
- División 1 de EAU (1): 1998
- Copa de los Emiratos Árabes Unidos (1): 2002

### Entrenador
- UAE Pro League (1): 2009
- Copa de los Emiratos Árabes Unidos (1): 2008

### Individual
- Entrenador del Año en Emiratos Árabes Unidos en 2009.